# Beau Schneider

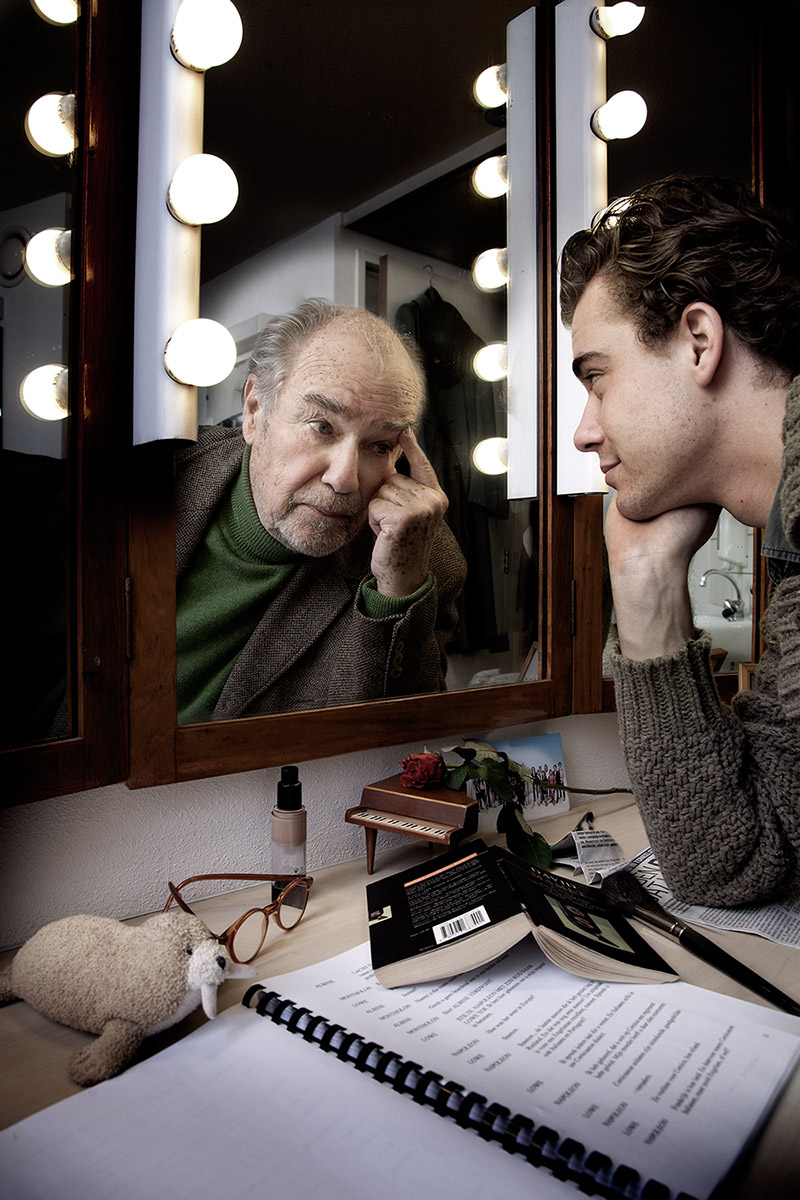
Beau Schneider (rechts), met zijn vader Eric, december 2012

Beau Benjamin Schneider (Den Haag, 12 juli 1988) is een Nederlands acteur, voornamelijk bekend door zijn rol als Tim Loderus in de RTL 4-soapserie Goede tijden, slechte tijden. Hij is eveneens bekend van zijn rol als Thorsten Veldkamp in SpangaS.

## Biografie
Schneider is een zoon van acteur Eric Schneider en actrice Will van Kralingen. Via zijn vaders kant is Schneider familie van schrijver en diplomaat Carel Jan Schneider en via zijn moeders kant is hij familie van zangeres Miranda van Kralingen. Schneider is de stiefzoon van theaterproducent Pim Wallis de Vries. In navolging van zijn ouders ging hij acteren. Hij werd, met name bij de jeugd, bekend door zijn rol als Thorsten Veldkamp in de jeugdsoap SpangaS. Een rol die hij gedurende twee seizoenen vertolkte.
Na afronding van de toneelschool in 2012 werd Schneider gevraagd voor de rol van Tim Loderus in de soapserie Goede tijden, slechte tijden. Deze rol zou hij tot 2016 op zich nemen.
In 2021/22 speelde hij de rol van verzetsstrijder Fred van Houten in de alom gerenommeerde musical Soldaat van Oranje van regisseur Theu Boermans.
In 2017 en 2019 vertolkte Schneider de hoofdrol in de theaterbewerking van de succesvolle Hendrik Groen boeken in regie van Gijs de Lange. In 2022/23 zal hij voor de derde en laatste keer deze rol op zich nemen in de voorstelling Hendrik Groen - Opgewekt naar de eindstreep in regie van Eddy Habbema. Schneider begon zijn theatercarrière bij Orkater in de voorstelling Breaking The News, ook in de regie van Gijs de Lange. In 2016 speelde hij bij Toneelgroep Maastricht de hoofdrol in Eyes Wide Shut, een tekst van Jibbe Willems onder regie van Servé Hermans.
In 2016 was hij op het witte doek te bewonderen als MeesterSpion in de gelijknamige film van regisseur Pieter van Rijn. De film werd op het Giffoni Film Festival in Napels bekroond tot beste kinderfilm internationaal.
Van 22 september tot 31 december 2013 stond Schneider met zijn vader op het toneel met een stuk dat door zijn moeder was uitgekozen genaamd Levenslang Theater, een bewerking van David Mamet's A Life In The Theatre geregisseerd door Wannie de Wijn.
Op 15 augustus 2022 leverde Beau een bijdrage aan de Nationale Herdenking 15 augustus 1945 door een speech voor te dragen ter nagedachtenis aan zijn vader Eric Schneider, die eerder dat jaar overleed. Tijdens de herdenking in 2015 stonden vader en zoon samen te speechen. Voor de NOS documentaire De Oorlog van acteur Eric Schneider (2015) reisden Beau en zijn broer Olivier af naar Indonesië om het spoor terug te volgen van hun vader die tijdens de Tweede Wereldoorlog in Jappenkampen belandde met zijn moeder en jongere broertjes.

## Filmografie

### Film
- 2024 - Buenas Chicas – Confrere Faber
- 2017 - Roodkapje: Een Modern Sprookje – Jasper de Jager
- 2016 - MeesterSpion – Simon Floret
- 2015 - De Helleveeg – Henneman
- 2015 - Code M – de Montesquiou
- 2014 - Boy 7 – Frank
- 2013 - Oorlogsgeheimen – Roeland
- 2008 - Radeloos – Ramon

### Televisie
- 2025 - De F*ckulteit - Milan
- 2024-2025 - Medisch Centrum West (2024) - Milo Wouters
- 2019 - Flikken Maastricht - Harry
- 2017 - De Spa - Jesse Nelemans
- 2012-2018 - Goede tijden, slechte tijden - Tim Loderus
- 2015 - Bureau Raampoort - David in aflevering: De student
- 2012 - Welkom in de Gouden Eeuw - Verschillende rollen
- 2012 - Het Klokhuis - terugkerend
- 2011 - De Magische Wereld van Pardoes - Prins Dagonaud
- 2007-2009 - SpangaS - Thorsten Veldkamp
- 2005 - Goede tijden, slechte tijden - ongeboren kind Janine

## Theater
- 2021 - Soldaat van Oranje - Fred
- 2020 - Constellations, Theaterbureau De Mannen
- 2019 - Hendrik Groen - Zolang er leven is, Bos Theaterproducties
- 2019 - Laten we eerlijk zijn, Rick Engelkes Producties
- 2017 - Hendrik Groen - Pogingen iets van het leven te maken, Bos Theaterproducties
- 2016 - Eyes Wide Shut, Toneelgroep Maastricht
- 2015 - Baantjer-Live2, Van Lambaart Entertainment
- 2014 - The Normal Heart, OpusOne
- 2013 - Levenslang Theater, Wallis Theaterproducties
- 2011 - Breaking The News, Orkater